# Erwin Sietas
Erwin Sietas, né le 24 juillet 1910 à Hambourg et mort le 20 juillet 1989 à Hambourg, est un nageur allemand.

## Biographie
Dans l'épreuve du 200 mètres brasse, Erwin Sietas remporte la médaille de bronze aux championnats d'Europe de natation 1931 à Paris, la médaille d'or aux championnats d'Europe de natation 1934 à Magdebourg et la médaille d'argent aux Jeux olympiques d'été de 1936 à Berlin ainsi qu'aux championnats d'Europe de natation 1938 à Londres.